# John Oliver
John William Oliver (sinh ngày 23 tháng 4 năm 1977)  là một diễn viên hài, nhà văn, nhà sản xuất, nhà bình luận chính trị, diễn viên, và người dẫn chương trình truyền hình người Mỹ gốc Anh. Oliver bắt đầu sự nghiệp với tư cách là một diễn viên hài độc thoại, ở Vương quốc Anh và Hoa Kỳ. Ông đã được chú ý nhiều hơn cho công việc của mình trên show The Daily Show with Jon Stewart với tư cách là phóng viên cao cấp tại Anh từ năm 2006 đến 2013. Oliver đã giành được ba giải thưởng Primetime Emmy cho các tác phẩm của mình với tư cách là một người viết kịch bản cho The Daily Show và là khách mời của nó trong khoảng thời gian tám tuần vào năm 2013. Ngoài The Daily Show, Oliver đã đồng dẫn chương trình podcast hài kịch châm biếm The Bugle (2007, 2015) với Andy Zaltzman, người mà Oliver trước đây đã đồng dẫn chương trình phát thanh Political Animal và dẫn chương trình John Oliver's New York Stand-Up Show trên Comedy Central từ năm 2010 đến 2013. Anh ấy cũng đã diễn xuất trên truyền hình, đáng chú ý nhất là vai diễn định kỳ là Ian Duncan trong cộng đồng sitcom NBC, và trong các bộ phim, đáng chú ý là công việc lồng tiếng trong The Smurfs (2011) và phần tiếp theo của nó, và bản phim làm lại của The Lion King.
Kể từ năm 2014, Oliver là người dẫn chương trình của HBO Last Week Tonight with John Oliver. Ông đã nhận được sự công nhận rộng rãi và quan trọng cho những gì ông đóng góp chương trình, mà có ảnh hưởng đối với văn hóa, luật pháp và hoạch định chính sách của Hoa Kỳ được mệnh danh là "hiệu ứng John Oliver". Với đóng góp vào Last Week Tonight, Oliver đã giành được tám giải thưởng Emmy và hai giải thưởng Peabody và được đưa vào Time 100 2015, được mô tả là một "tác nhân hài của sự thay đổi... mạnh mẽ vì anh không ngại giải quyết các vấn đề quan trọng một cách thấu đáo, không sợ hãi hay xin lỗi. "  Nhiều người đã phản đối rằng công việc của Oliver là báo chí hoặc báo chí điều tra, nhưng Oliver đã phủ nhận nó.